# Ali Barraud
Ali N'Goni Barraud (31 de enero de 1918 - 11 de octubre de 2015) fue un político de Burkina Faso, ministro de Salud Pública y Población en la antigua República del Alto Volta, cargo al que renunció el 22 de enero de 1974.
Estuvo involucrado, en el año 1948, en la fundación del partido político Rassemblement Démocratique Africain (Unión Democrática Voltaica, PDV), que se unió en 1956 con el Parti Social pour l'Émancipation des Masses Africaines (Partido social para la emancipación de masas africanas, PSEMA) para formar la alianza electoral Parti Démocratique Unifié (PDU).
De 1957 a 1959 fue miembro de la delegación de Alto Volta en el Grand Conseil de l'Afrique Occidentale Française (Gran Consejo de la África occidental francesa), de enero a marzo de 1959 fue vicepresidente de la asamblea federal de la Federación de Malí y en el año 1971, fue elegido vicepresidente de la Junta Ejecutiva de la Organización Mundial de la Salud.